# Друга планета
«Друга планета» — юнацький науково-фантастичний роман (в інших джерелах — повість) українського радянського письменника Анатолія Дімарова. Випущено в Києві друком 1980 року.

## Планети в творі
Земля майбутнього представлена як ідеальне місце, де високі технології поєднані з дбайливим ставленням до навколишнього середовища. Всі живуть у багатоквартирних баштах, що можуть переміщувати квартири між собою. Фабрики та заводи сховані під землю, щоб не отруювати середовище, а земля вкрита лісами та річками. Всі жителі переміщуються на махольотах.
Минуло 500 років, як люди вперше полетіли на Венеру, де створили захисний бар'єр від Сонця у вигляді сріблястої парасольки, щоб знизити температуру, створили там атмосферу і населили планету рослинами і звірями. Рослинність там мутувала і тепер має велетенські розміри (будяки, які не обхопиш руками, дерева у 200 м заввишки, величезні плоди). Оскільки людина через підвищену вологість довго жити на Венері не могла, було штучно створено дві раси за подобою людей: венеріани і оранги. Венеріани відрізнялись від людей тим, що мали довші і могутніші тулуби, мускулистіші руки і ноги. Оранги були примітивнішими і схожими на орангутангів. Венеріани мешкають у містах, що розташовуються горизонтально (на відміну від Землі), а самі будівлі невеличкі.

## Стислий зміст
Головний герой — 14-літній Віктор, який разом з батьками та стрийною-генетиком Павлиною летить на Венеру. Батько Віті як соціолог та історик має разом з венеріаном Ван-Геном знайти орангів, що десь сховались вглибині планети; мати-геолог — дослідити венеріанські опали; Павлина знайти істоту-рослину держи-дерево та з'ясувати, що воно таке.
На Венері Вітя стає другом Жорки, сина Ван-Гена. Їх батьки вирушають на пошуки орангів. Наступного дня маячки батьків на радарах поводять себе дивно і за ними вирушає пошукова група. Вони знаходять маячки на звірах і розуміють, що чоловіків викрали оранги. Мати Віті наполягає, щоб її також доставили до місця де зник її чолоовік. Водночас Павлина разом з Вітею та Жоркою вирушає на пошуки держи-дерева. Від час експедиції, виявлено як держи-дерево полює на тварин, знайдено опали, які розшукувала мати Віті. Невдовзі під час зливи герої ледве не стали жертвами держи-дерева.
Наступного дня Павлину і Вітю схопили у полон оранги з істотами, які нагадували венеріанців. У всіх орангів були нагрудні знаки — волохата рука, що стискає за горло венеріанина, а нижче знак сплетіння колючок держи-дерева. Жорка встиг сховатися і почав за ними слідкувати. Дорогою оранги з істотами полювали за допомогою луків на антилоп, коли ж двох істот було поранено один з орангів просто добив їх. Вночі на табір орангів напало держи-дерево і щоб воно відступило, оранги кинули йому на поталу декількох істот. Ранком схопили Жорку.
Оранги провели тітку Павлину, Вітю і Жорку через підземний тунель, який охоронявся іншими орангами, до величезного плато, де мешкала цивілізація орангів. На полях і садках працювали істоти схожі на Жорку. На площі стояла статуя оранга з маленькими вусиками і підписом «Адольф Гітлер», всі ж оранги при зустрічі кричали один одному «Хайль», крокували колонами. Це була мілітаризована держава на чолі із монархом Орангом Третім, у основу якої були покладені труди Гітлера і Ніцше. Середньовічний готичний стиль будівель деталізує емоційно-психологічний час, який панує в місті, а колоронім «чорний», що постійно повторюється в описах держави орангів, характеризує простір небезпеки. Основною метою орангів було панування на Венері і винищення раси венеріан. Мова була людська тільки перекручена ззаду наперед, так «вода» була «адов» і лише слова Адольф Гітлер і хайль залишились без змін.
Павлину, Вітю і Жорку посадили до в'язниці. Після допитів Павлина повідомила, що тут зараз батьки Віті та Жорки. Тато Віті став придворним істориком, а Ван-Гена назвали його слугою, оскільки в іншому випадку його б вбили. Тепер Жорці потрібно стати «слугою» Павлини та носити ошийника як усі інші істоти. Павлину призначають державним генетиком (Вітя стає її помічником), вона має допомогти створити агресивних істот, що винищать усіх венеріанців. Через деякий час Павлина заявила, що вона винайшла ген, який зробить істот агресивними. До лабораторії набилося багато орангів і коли розбудили істоту, то вона почали винищувати всіх орангів, але не чіпала Вітю, Жорку і Павлину. Коли ж істоту вбили, сторожа забрала Павлину до Оранга III. Але та заспокоїла «фюрера» органів, заявивши про необхідність продовжити експеримент. Вітя і Жорка намагаються підсивати ген до істот, щоб ті вбили усіх орангів, але Жорку хапають, Вітя втікає до Павлини.
Під час свята, скориставшись тим, що оранги напилися, Павлина, Ван-Ген й батько Віті усіх звільнили та втекли. Герої зуміли дістатися головної бази землян. Через місяць повернулися з загоном, переловили усіх орангів. В останніх виявили мутований людський ген, що викликав агресію. Почався процес їх лікування.